# レシ・クルバス記念貨幣
レシ・クルバス記念貨幣（レシ・クルバスきねんかへい、Лесь Курбас）は、ウクライナ国立銀行が発行した額面2フリヴニャの記念コインである。演出家、俳優、教育者、劇作家、翻訳者であるレシ・クルバス（1887年 - 1937年）を記念して発行された。レシ・クルバス（本名：オレクサンドル＝ゼノン・ステパーノヴィチ・クルバス）は、表現主義と構成主義の影響を受けた劇場活動家であり、ウクライナのモダン劇場「ベレズィーリ」の創設者として知られる。
このコインは2007年2月26日に流通を開始し、ウクライナの著名人シリーズの一部である。

## コインの仕様
| 額面（フリヴニャ） | 材質         | 質量（g） | 直径（mm） | 製造品質                   | 縁       | 発行枚数（枚） |
| ------------------ | ------------ | --------- | ---------- | -------------------------- | -------- | -------------- |
| 2                  | ノイジルバー | 12.8      | 31         | 特殊アンサーキュレーテッド | 刻み付き | 35,000         |

### アバース
アバースには、上部にウクライナの小国章が配置され、その下右側に鏡面の背景に3行で「ウクライナ国立銀行」（ウクライナ語: НАЦІОНАЛЬНИЙ БАНК УКРАЇНИ）と記載されている。下部には、様式化された円形の背景に「2フリヴニャ／2007年」（ウクライナ語: 2 ГРИВНІ/2007）とウクライナ国立銀行造幣局のロゴが刻まれている。

### リバース
リバースには、レシ・クルバスの肖像が、1920年代の劇場ポスターで使用された様式化された幾何学模様の背景とともに描かれている。左上に生年「1887」、右下に没年「1937」が記され、下部には斜めに「レシ・クルバス」（ウクライナ語: ЛЕСЬ КУРБАС）と刻まれている。

## 製作者

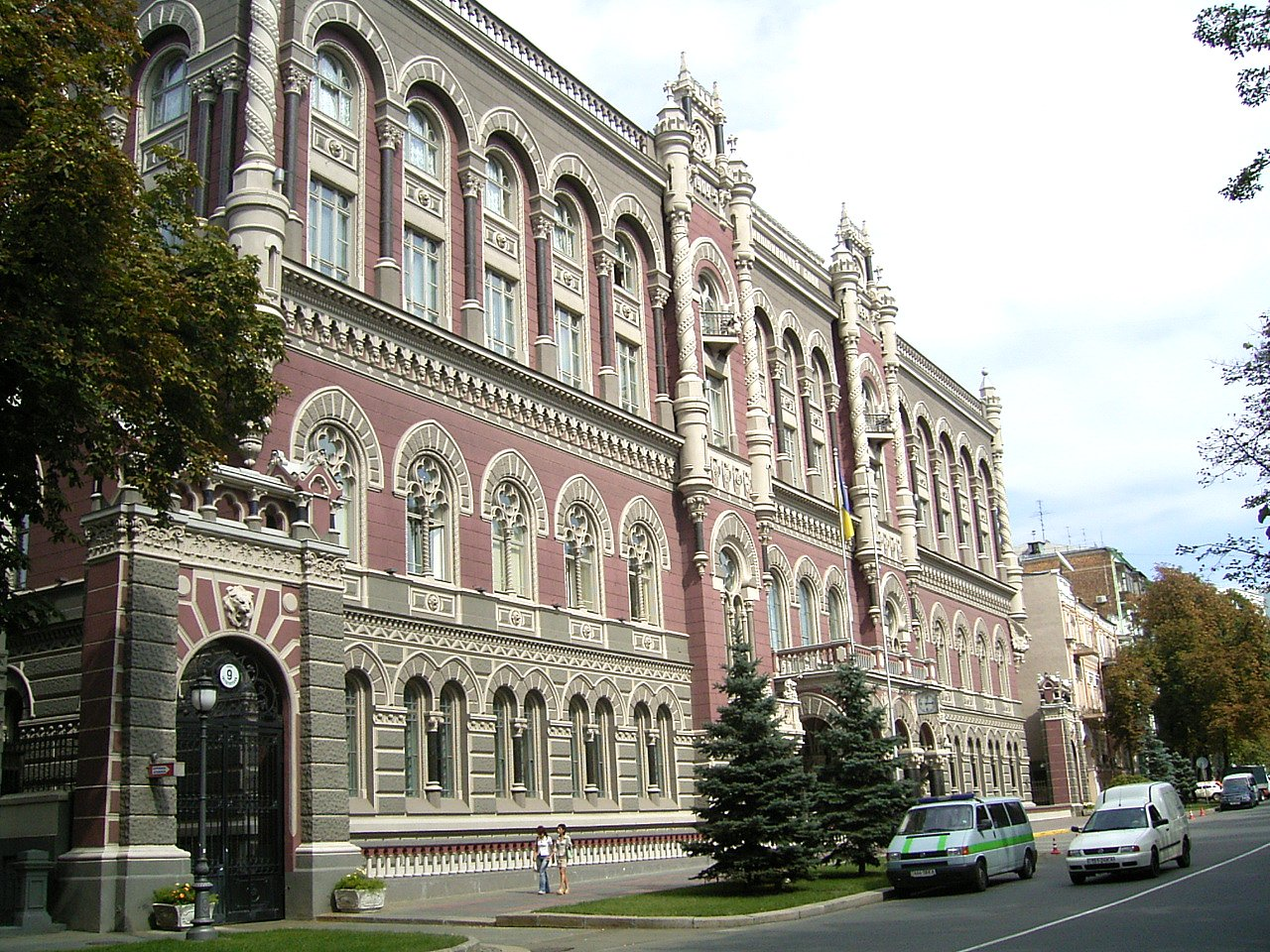
ウクライナ国立銀行の本部ビル

- 画家：ヴォロディミル・アタマンチュク
- 彫刻家：ヴォロディミル・アタマンチュク

## コインの価格
ウクライナ国立銀行のウェブサイトによると、2011年の時点でコインの価格は15フリヴニャであった。実際の市場価格は年によって変動し、以下の通り推移している：
| 年                 | 2010 | 2011 | 2012 | 2013 | 2014 | 2015 | 2016 | 2017 | 2018 | 2019 | 2020 | 2021 | 2022 | 2023 | 2024 | 2025 |
| ------------------ | ---- | ---- | ---- | ---- | ---- | ---- | ---- | ---- | ---- | ---- | ---- | ---- | ---- | ---- | ---- | ---- |
| 価格（フリヴニャ） | 17   | 20   | 20   | 20   | 25   | 30   | 40   | 45   | 50   | 50   | 55   | 55   | 60   | 140  | 150  | 160  |